# Algemeene Staatspartij

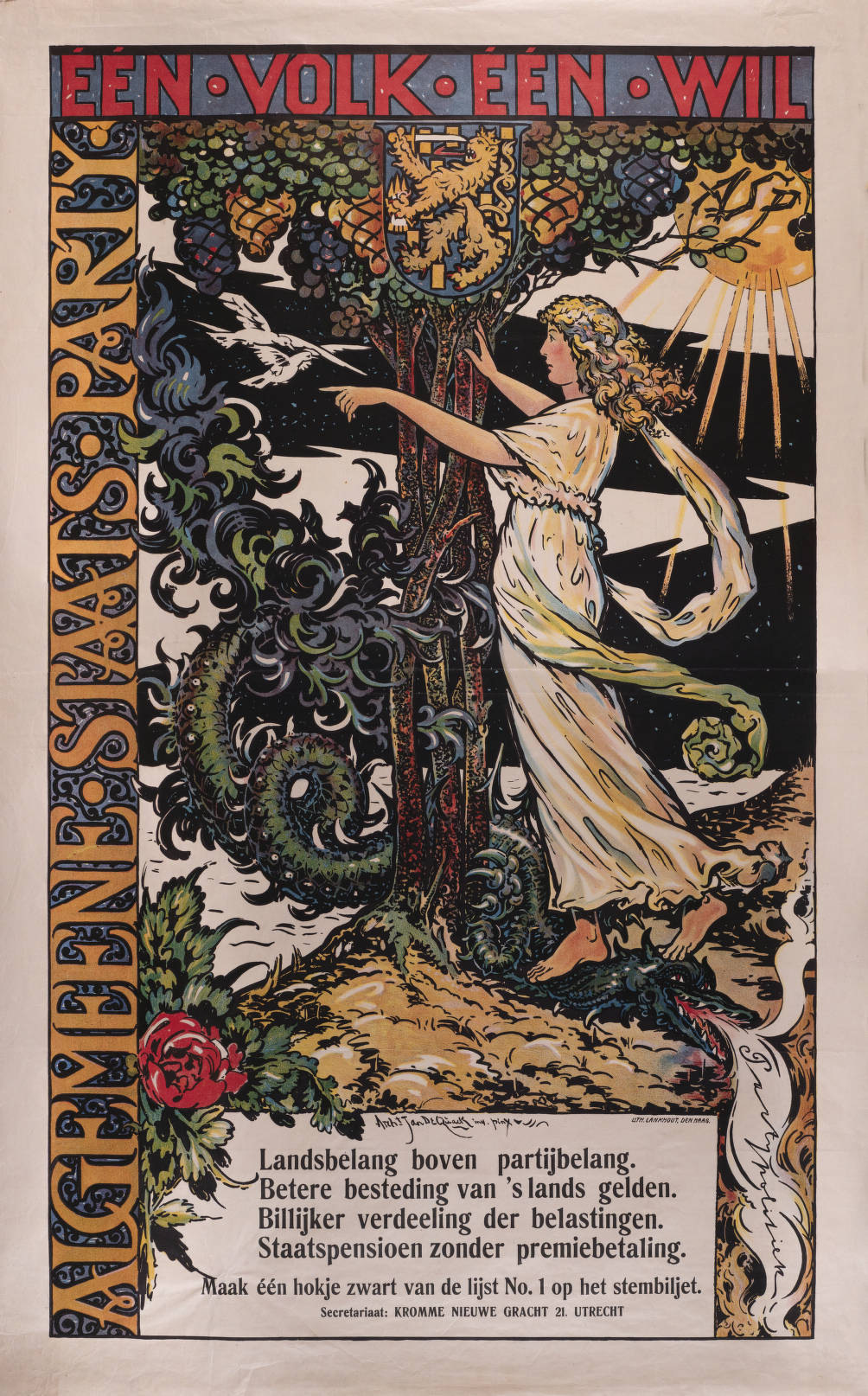
Affiche van de Algemene Staatspartij die omstreeks 1920 werd gebruikt voor verkiezingen.

De Algemeene Staatspartij (ASP) ook De Algemeene Staatspartij tot behartiging van de belangen van het Nederlandsche Volk was een Nederlandse politieke partij tussen oktober 1913 en 1921. Het orgaan van de partij was De Staatsburger.

## Doelstellingen
In de beginselverklaring van de partij stond dat het algemeen belang boven de partijbelangen ging. In 1917 was het verbeteren van de regeling van de troonsopvolging speerpunt. Dit was om te voorkomen dat Nederland een Duitse vorst zou krijgen (de monarchie zou theoretisch in Duitse handen kunnen vallen als koningin 
Wilhelmina en prinses Juliana zonder verdere nakomelingen kwamen te overlijden). Tot de democratische uitgangspunten behoorde ook invoering van het algemeen kiesrecht. Het parlement diende medezeggenschap te krijgen over traktaten en over oorlog en vrede. De partij zag een grote rol weggelegd voor de overheid. Zo diende het particuliere kapitaal te worden aangestuurd door de staat, met staatscontrole op de productie.
Verder wilde de partij een ministerie oprichten voor Onderwijs, Eredienst en Schoone Kunsten.

## Verkiezingen
De partij deed in 1918 mee aan de verkiezingen voor de Tweede Kamer met als kandidaten botanicus Zeno Kamerling en schrijver Frederik van Eeden. De partij haalde echter niet de kiesdrempel. Na een mislukte fusie met de Grondpartij zou Van Eeden overstappen naar de Grondpartij. Voor de Provinciale Statenverkiezingen van 1919 waren Dirk de Klerk en mr. Philippus Scipio de Laat de Kanter kandidaten. Oud-rechter in Nederlands-Indië De Laat de Kanter werd statenlid voor Zuid-Holland maar zou later overstappen naar de Staatspartij voor de Volkswelvaart. Voorzitters van de partij waren Johannes Franciscus Duwaer en de Amsterdamse ondernemer Hendrik Egberink.
In 1921 ging de ASP op in de Vrijheidsbond. Hiertoe behoorden ook de vroegere Liberale Unie, de Bond van Vrije Liberalen, de Economische Bond van Treub, de Neutrale Partij (van de revueartiest Henri ter Hall) en de Middenstandspartij .